# Роберт II (дофин Оверни)
Роберт II Дофин (фр. Robert II Dauphin; ум. 12 апреля 1262) — граф де Клермон, сеньор де Шамальер и де Монроньон, 3-й дофин Оверни (с 1240 года). Сын Гильома II, графа де Клермон, и его первой жены Югетты де Шамальер. Иногда нумеруется как Роберт I (если не считать Робертом I Дофина Овернского).

## Семья
Жена — Алези де Вантадур, дочь Эбля V виконта де Вантадур, вдова Гильома де Меркёр, сеньора де Жерзе и де Планше. Дети:
- Роберт III (ум. 20/21 марта 1282), дофин Оверни.
- Дофин
- Аликс, муж — Эсташ, сеньор де Монбуасье.
- Аделаис, монахиня.
- Мата (ум. 1262). Муж — Жерар де Руссильон, сеньор д’Анжо.
- Гуго (ум. 20 ноября 1309).